# Medinilla himalayana
Medinilla himalayana là một loài thực vật có hoa trong họ Mua. Loài này được Hook. f. ex Triana mô tả khoa học đầu tiên năm 1871.